# Salar de Uyuni
El salar de Uyuni, a veces conocido como salar de Tunupa, es el mayor desierto de sal continuo y alto del mundo, con una superficie de 10 582 km² (4085,7 millas cuadradas). Está situado a unos 3650 m s. n. m. en el suroeste de Bolivia, en la provincia de Daniel Campos del departamento de Potosí, y en la provincia de Ladislao Cabrera del departamento de Oruro, dentro de la región altiplánica de la cordillera de los Andes. El salar de Uyuni es una de las más importantes reservas de litio del mundo e igualmente cuenta con importantes cantidades de potasio, boro y magnesio.

## Formación
El área que hoy ocupa este desierto estaba cubierta hace 40 000 años por el lago Minchin y posteriormente, hace 11 000 años, por el lago Tauca o Tauka. En este período una fase de clima húmedo, con más lluvias que actualmente, estos protolagos alcanzaban una cota de alrededor de 100 m por encima del nivel actual. Posteriormente vino un periodo seco y cálido, que produjo una gran reducción de la superficie y volumen de los lagos andinos, originando así los salares de Uyuni y Coipasa además de las lagunas actuales. Los lagos Poopó y Uru Uru también son vestigios de estos grandes lagos prehistóricos.
Actualmente, en el salar de Uyuni se encuentran alrededor de 80 pequeñas islas.

## Geología
La geología de la cuenca del Salar de Uyuni está representada por formaciones paleozoicas, pocas mesozoicas, y principalmente cenozoicas constituidas por rocas volcánicas y secuencias vulcano-sedimentarias. En el área de influencia del salar de Uyuni se observan sedimentos recientes (cuaternarios) agrupados en depósitos salinos, depósitos aluviales, fluviales, lacustres, fluvioglaciares, morrenas y dunas. El mapa geológico muestra también una situación tectónica muy compleja que interesa tanto las formaciones paleozoicas como las cenozoicas. La orientación de sistemas individuales de hojas indica una situación que ha cambiado en el tiempo y un marco estructural bastante complejo.
En particular, en la zona se encuentran:
- Coladas de lava, depósitos piroclásticos, estrato-volcanes y domos;
- Depósitos aluviales, fluvio-lacustres, fluvio-glaciales y glaciales;
- Flujos de lavas, tobas, estrato-volcanes y sucesiones vulcano-sedimentarias;
- Tobas soldadas y lavas intercaladas con tobas.

### Marco geológico-estructural
Para comprender la situación hidrogeológica, de debe reconstruir su historia geológica, para aclara las razones de la presencia de aguas termales dulces, fuentes y ríos salados a gran altura, fuentes y pozos cercanos con contenido salino completamente diferente, formaciones de edad diferente que se encuentran cercanas, espesores de depósitos salinos cuaternarios de más de 100 metros, etc.
Por lo que se refiere al aspecto geológico-estructural, el área siendo parte de la sierra andina entre la cordillera externa al oeste y la interna al este definida como «altiplano», representa una estructura de retro-arco respecto a la cordillera occidental (arco) y se caracteriza por una tectónica distensiva, como se aprecia en la literatura y en la historia sísmica del área misma.
Los primeros depósitos en el área se remontan al Ordoviciano (hace 500 millones de años), con base en los datos existentes, parecería posible que esta área (faltando depósitos Cámbricos) se puede suponer fuera surgida. En todo el Paleozoico siguiente en consideración que los depósitos fundamentalmente son constituidos por cuarcitas areniscas lotitas y solo tal vez (Ordoviciano superior y Carbonífero superior) por depósitos continentales o en el Permiano inferior de mar abierto (calcares limonites) se puede suponer che esta área estaba próxima de un continente. La presencia de sedimentación triásica con formaciones gredosas y la ausencia del jurásico hacen pensar que es en este último periodo el área había ya emergido.
La tectónica paleozoica pre-herciniana, herciniana y herciniana tardía, conjuntamente con las relativas fases distensivas post-orogénicas ha producido una situación articulada y compleja, tanto que el Jurásico no está presente en Bolivia, al contrario que en Perú y en los otros países de América del Sur.
Por otra parte, la apertura del Atlántico (aproximadamente entre 240 y 170 millones de años atrás) y la consecuente deriva de la "placa Sudamericana" en colisión con la "placa de Nazca" actúa sobre una situación formada anteriormente con relieves y depresiones, con estratos plegados y con volcanismo antiguo, o sea un área que fue muy interesada por todas las fases de la orogénesis herciniana.
Mientras en el Cretácico la situación anterior parece continuarse con deposiciones marinas presentes en muchas áreas (subcuencas) y con la cordillera costera emergente, en el Terciario, tal vez porque la placa de Nazca se había deslizado debajo de la Sudamericana, comienza un ciclo de levantamiento del área y por otra parte un relleno de las cuencas internas que a veces presenta repetición, p. ej. Formación Umala con alternancias de areniscas-arcillas-turbas y horizontes de yeso o la Formación Totora.
Tal vez desde el inicio del Terciario, y sin duda después del Miocénico, la cordillera occidental se convierte en un arco volcánico y el altiplano resulta en una situación de contrafuerte y en consecuencia en un área de distensión que actúa sobre una zona ya formada y desbloqueada anteriormente. Así, para imaginar el sistema actual, se debe analizar los siguientes componentes que se sobreponen:
- la placa sudamericana, que se desliza sobre la placa de Nazca;
- el impulso isostático que levanta los Andes de 5 mm/año promedio, pero localmente esta elevación puede ser mucho mayor;
- el slab (inmersión de la placa de Nazca) con un ángulo diferente en las varias zonas de sobre-deslizamiento, con consecuente diferenciación del impulso isostático. Este impulso isostático actúa sobre áreas fracturadas en el proceso geológico anterior;
- los terremotos a lo largo de la costa del Chile y Perú que indican que en algunas áreas existen obstáculos al sobre-deslizamiento y en consecuencia en algunas situaciones el impulso no se puede agotar en el sobre-deslizamiento sin producir localmente y temporalmente episodios de compresión;
- tratándose de un arco volcánico con erupciones de material ácido, esto puede derivar solo de la fusión de terrenos de la placa sudamericana (la de Nazca es oceánica y en consecuencia basáltica).

En general los niveles terciarios y cuaternarios no resultan plegados; tanto como que, alargando el levantamiento por decenas de millones de años, y en consecuencia determinando los procesos de erosión y relleno, en ausencia de una tectónica activa distensiva las depresiones iniciales se habrían rellenado. Esta situación está confirmada por los mecanismos locales de "lost" terremotos superficiales que en el área del altiplano confirman una situación relajante.

## Composición
Existen aproximadamente once capas de sal, con espesores que varían entre menos de un metro y diez metros. La costra que se encuentra en la superficie tiene un espesor de diez metros. La profundidad del salar es de 120 metros, el cual está compuesto de capas de salmuera superpuestas y barro lacustre.
Esta salmuera se compone de litio, boro (bórax), potasio, magnesio, carbonatos y sulfatos de sodio. Un mineral muy interesante es la ulexita, la «piedra televisión». Es transparente y tiene el poder de refractar a la superficie de la piedra la imagen de lo que está debajo. A este salar se lo considera como la mayor reserva de litio, aunque es de muy difícil extracción por la falta de agua.

## Influencia económica

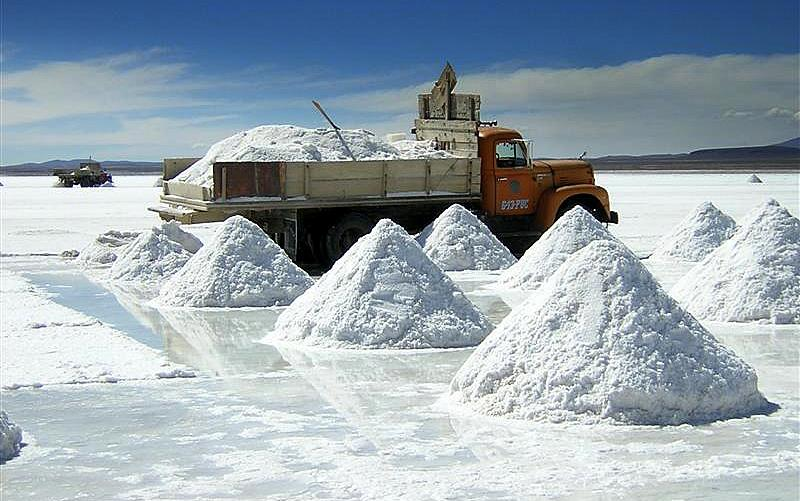
Método tradicional de extracción de sal mediante pequeñas pilas que facilitan la evaporación y el transporte.

El salar de Uyuni, como se estima, contiene 10 000 millones de toneladas de sal, de la cual 25 000 toneladas son extraídas cada año. Un informe del Servicio Geológico de Estados Unidos señala que en el Salar de Uyuni hay 21 millones de toneladas de litio —la mayor reserva a nivel mundial de este mineral—; la producción del 2021 alcanzó las 540 toneladas. Todos los mineros que trabajan en el salar pertenecen a la Cooperativa de Colchani. Cada noviembre, el salar de Uyuni es también el lugar de cría de tres especies de flamencos sudamericanos: el chileno, de James y andinos. Este es también un destino significativamente turístico. Los toques de luz que aparecen en la imagen, sobre el fondo blanco, incluyen un hotel construido íntegramente de sal y varias islas. Como el terreno del salar es tan plano sirve como una ruta de transporte a través del altiplano boliviano.

## Calibración satelital
Debido a su gran tamaño, el alto porcentaje de superficie lisa y la alta reflectividad, cuando la cubierta de agua que lo cubre durante una época del año baja, la superficie del salar de Uyuni funciona hasta cinco veces mejor para la calibración de satélites que la utilización de la superficie del océano. En septiembre de 2002 un equipo tomó las medidas de elevación con el Sistema de Posicionamiento Global (GPS) detallados de una parte de los pisos de sal, los cuales fueron usados para evaluar la exactitud y la precisión de los instrumentos del ICESat.

## Turismo

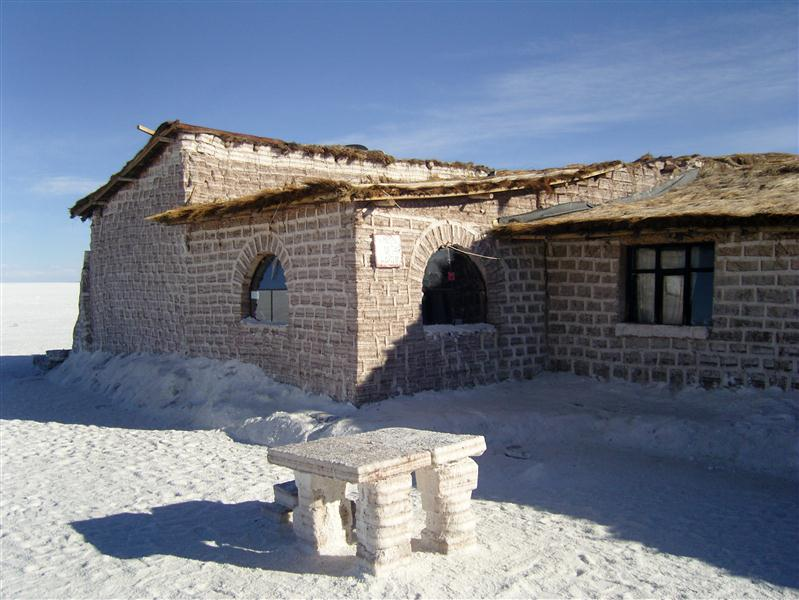
Hotel de Sal.

El salar de Uyuni es uno de los principales destinos turísticos de Bolivia, ya que lo visitan aproximadamente 300 000 turistas cada año. En 2019 fue galardonado por la World Travel Awards como el “Mejor Atractivo Turístico Natural de Sudamérica”. Una de sus principales atracciones se dan en el mes de noviembre cuando se convierte en el lugar de cría de tres especies de flamencos: el flamenco austral, la parina grande, y la parina chica. Los Cactus gigantes de hasta 10 m de altura se hallan en la isla del Pescado. Esta isla es la mayor del conjunto de islotes situados en el centro del salar de Uyuni. Es también un centro turístico dentro del salar. En una caverna al borde del salar se ha descubierto Momias de 3000 años de antigüedad.
A orillas del salar se encuentran varios hoteles construidos con bloques de sal
En los últimos años se ha empezado a trabajar en el proceso de postulación del Salar de Uyuni como patrimonio de la humanidad.

## Clima
Las tablas siguientes muestran los valores medios mensuales y anuales de temperatura, humedad relativa, vientos e insolación en las estaciones meteorológicas de la región. La temperatura se puede relacionar con la altitud y latitud, pero también por la exposición del lugar.
Temperatura mínima media en °C
| Localidad   | Ene  | Feb  | Mar | Abr  | May  | Jun   | Jul   | Ago  | Sep  | Oct  | Nov  | Dic |
| ----------- | ---- | ---- | --- | ---- | ---- | ----- | ----- | ---- | ---- | ---- | ---- | --- |
| Uyuni       | 4.9  | 4.2  | 3.0 | -1.8 | -7.4 | -10.3 | -11.7 | -9.4 | -6.6 | -3.3 | -0.5 | 2.6 |
| Colcha K    | 6.2  | 4.3  | 4.6 | 1.8  | -2.9 | -3.2  | -3.4  | -2.4 | -0.5 | 0.9  | 8.0  | 4.5 |
| Oplaca      | 10.4 | 10.3 | 9.5 | 6.8  | 3.8  | 9.9   | 0.9   | 2.5  | 5.2  | 7.7  | 9.4  | 9.9 |
| Río Mulatos | 4.6  | 3.5  | 2.5 | -0.3 | -7.2 | -8.7  | -11.0 | -9.6 | -8.8 | -2.7 | 0.3  | 2.8 |

Temperatura máxima media en °C
| Localidad   | Ene  | Feb  | Mar  | Abr  | May  | Jun  | Jul  | Ago  | Sep  | Oct  | Nov  | Dic  |
| ----------- | ---- | ---- | ---- | ---- | ---- | ---- | ---- | ---- | ---- | ---- | ---- | ---- |
| Uyuni       | 20.7 | 20.4 | 20.4 | 18.4 | 14.8 | 12.4 | 12.4 | 14.9 | 16.1 | 19.1 | 21.0 | 21.4 |
| Colcha K    | 20.2 | 20.3 | 19.2 | 18.5 | 14.2 | 13.2 | 12.9 | 15.7 | 17.2 | 19.1 | 28.3 | 20.8 |
| Oplaca      | 24.8 | 24.5 | 24.2 | 23.1 | 20.4 | 18.1 | 18.2 | 26.2 | 22.9 | 25.6 | 25.1 | 26.1 |
| Río Mulatos | 16.8 | 16.8 | 16.8 | 16.7 | 14.9 | 12.7 | 12.9 | 14.3 | 14.8 | 17.9 | 17.7 | 17.9 |

Temperatura media en °C
| Localidad   | Ene  | Feb  | Mar  | Abr  | May  | Jun | Jul | Ago  | Sep  | Oct  | Nov  | Dic  | Año  |
| ----------- | ---- | ---- | ---- | ---- | ---- | --- | --- | ---- | ---- | ---- | ---- | ---- | ---- |
| Uyuni       | 13.2 | 12.8 | 12.6 | 9.3  | 4.7  | 2.6 | 1.7 | 4.4  | 6.4  | 9.3  | 11.6 | 13.0 | 8.5  |
| Colcha K    | 13.2 | 12.3 | 11.3 | 10.2 | 5.7  | 5.0 | 4.8 | 6.6  | 8.4  | 10.0 | 11.7 | 12.7 | 9.4  |
| Oplaca      | 17.8 | 17.4 | 16.9 | 14.9 | 11.7 | 9.5 | 9.6 | 11.4 | 14.8 | 16.9 | 18.3 | 18.0 | 14.7 |
| Río Mulatos | 10.7 | 10.0 | 9.5  | 7.9  | 3.9  | 2.0 | 1.4 | 2.4  | 3.4  | 7.6  | 9.0  | 10.0 | 6.5  |

Humedad relativa en %
La humedad relativa es baja. Destaca el valor promedio registrado de 33.5 % en la estación meteorológica de Uyuni.
| Localidad | Ene  | Feb  | Mar  | Abr  | May  | Jun  | Jul  | Ago  | Sep  | Oct  | Nov  | Dic  | Año  |
| --------- | ---- | ---- | ---- | ---- | ---- | ---- | ---- | ---- | ---- | ---- | ---- | ---- | ---- |
| Uyuni     | 43.5 | 43.5 | 40.9 | 33.1 | 32.9 | 32.5 | 31.1 | 28.4 | 27.9 | 25.8 | 27.8 | 34.3 | 33.5 |
| Colcha K  | 52.6 | 44.1 | 50.2 | 36.9 | 34.5 | 34.7 | 32.8 | 29.9 | 28.1 | 26.2 | 30.5 | 39.9 | 36.7 |
| Oplaca    | 54.7 | 59.5 | 52.5 | 44.3 | 40.8 | 40.5 | 39.8 | 38.7 | 38.7 | 40.8 | 45.5 | 40.5 | 44.8 |

### Vientos
Los vientos en la región son muy intensos casi todo el año, pueden alcanzar velocidades que superan los 90 km/h, la dirección que más predomina es de noroeste. Durante el invierno, en la región de estudio predominan vientos muy secos.

### Evaporación media mensual y anual en tanque (mm)
Las estimaciones de evapotranspiración potencial (ETP) en el Altiplano Sur han sido hasta ahora inciertas, por la falta de datos medidos, tanto de evaporación en tanque como de las variables climatológicas (temperatura, humedad relativa, vientos, radiación solar) que se requieren para poder aplicar ecuaciones como la de Penman. En todo el sector solo la estación meteorológica de Uyuni cuenta con mediciones de esas variables y de evaporación en tanque. Los valores medios mensuales de evaporación se presentan en el cuadro siguiente.
| Localidad | Ene | Feb | Mar | Abr | May | Jun | Jul | Ago | Sep | Oct | Nov | Dic | Año |
| --------- | --- | --- | --- | --- | --- | --- | --- | --- | --- | --- | --- | --- | --- |
| Uyuni     | 5.4 | 5.3 | 5.2 | 5.1 | 3.5 | 3.2 | 3.4 | 3.6 | 5.1 | 6.1 | 6.5 | 6.4 | 5.8 |

Estos valores indican un total anual entre 1400 y 2100 mm. Los datos sugieren que la evaporación en el Altiplano sur supera ampliamente los 1500 mm/año.

### Precipitación histórica media mensual y anual en mm
| Localidad | Altitud | Ene  | Feb  | Mar  | Abr | May | Jun | Jul | Ago | Sep | Oct | Nov | Dic  | Año |
| --------- | ------- | ---- | ---- | ---- | --- | --- | --- | --- | --- | --- | --- | --- | ---- | --- |
| Alota     | 3 609   | 35.1 | 23.4 | 20.6 | 2.8 | 0.0 | 1.0 | 0.0 | 0.6 | 0.0 | 0.2 | 4.6 | 22.1 | 110 |
| Uyuni     | 3 675   | 74.2 | 42.5 | 26.6 | 3.2 | 1.0 | 1.3 | 0.0 | 3.3 | 2.8 | 2.6 | 5.3 | 27.1 | 190 |

## Características fisiográficas de la cuenca
La cuenca del Salar de Uyuni es un endorreica, es decir que no tiene salida al mar. El salar de Uyuni y su cuenca de aporte ocupan una superficie total de más de 60 000 km². La cuenca está compuesta por dos cuencas principales: la cuenca del río Grande de Lípez y la cuenca del río Colorado (Puca Mayu) y el mismo salar de Uyuni.
Por medio de la quebrada Negrojahuira, de alrededor de 20 km de largo, el salar de
Uyuni se conecta al salar Coipasa
Los principales parámetros geomorfológicos correspondientes a la cuenca hidrográfica son:

### Frecuencia de los ríos
Se define como por el número total de ríos dividido con el área de la cuenca. Se mide en ríos/km². Para la cuenca del salar de Uyuni la frecuencia de los ríos es de 0.28 ríos/km².

### Longitud del cauce principal
Está definido por el curso de agua que alcanza la mayor longitud dentro de una cuenca. Para la cuenca del río Grande de Lípez la longitud mayor pertenece a un tributario, el río Quetena, con 130 km, mientras el río Grande alcanza los 90 km.

### Pendiente media de la cuenca
En la cuenca se presentan zonas dispersas de inclinación pronunciada, en particular en la zona limítrofe con Chile, con pendientes superiores al 20 %, mientras que en la parte central y final de la cuenca la inclinación es casi horizontal, con valores que no superan el 3 % de inclinación. Se evalúa que la media ponderada de las pendientes, definida como Pendiente Media de la cuenca, es de alrededor del 5 %.

### Disponibilidad hídrica de la cuenca

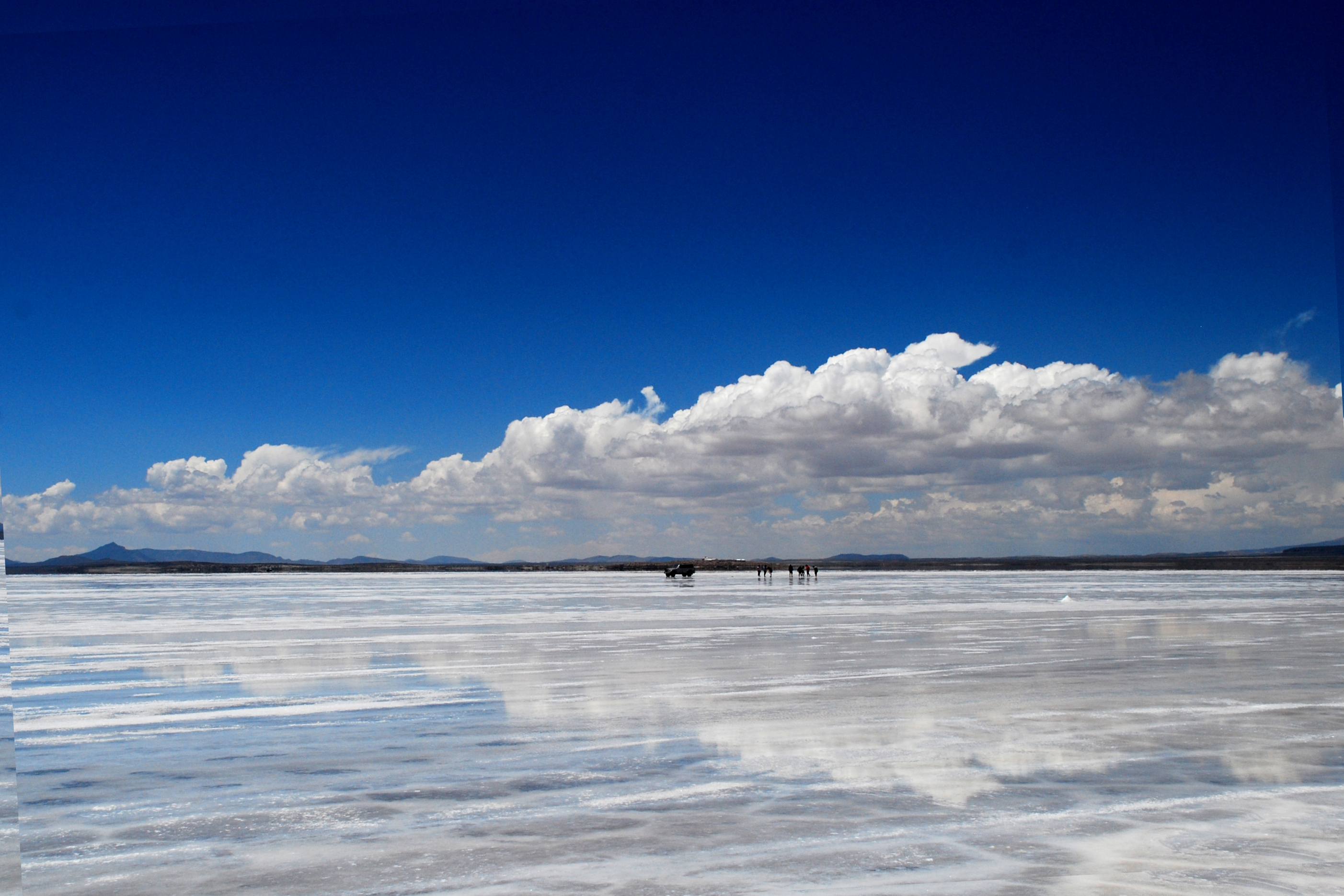
El salar refleja las nubes, cuando está ligeramente cubierto de agua. Especialmente entre los meses de enero y marzo, en la época de lluvias.

La disponibilidad de recursos hídricos de una región está determinada por sus características climáticas. Se trata de una región que presenta condiciones climáticas adversas reflejadas en un permanente déficit hídrico, como consecuencia de las diferencias entre la precipitación y la evaporación. Sin embargo, se advierte en la región la presencia de una apreciable cantidad de aguas superficiales: lagunas, salares y bofedales; ello es debido a las aguas subterráneas, que definen en cierto modo las características hidrológicas de la región; es decir, que la formación de lagunas y bofedales en la superficie dependen del aporte de las aguas subterráneas.
De hecho, las aguas que fluyen en la región son, en su gran mayoría, de origen subterráneo y además, antiguas. Una parte importante del agua almacenada en los acuíferos subterráneos debería considerarse un recurso no renovable, debido a que proviene de lluvias ocurridas en tiempos geológicos lejanos.
Estudios realizados en el área coinciden en que la recarga de los acuíferos en la región de los Lípez es actualmente muy débil o casi inexistente Según Chaffaut, la recarga de esos acuíferos pudo haberse producido en un periodo comprendido entre algunos cientos y varios miles de años, en que las condiciones climáticas eran diferentes a las actuales; estudios realizados han confirmado que la contribución de las aguas de precipitaciones recientes a los flujos de agua que recorren por la superficie de las cuencas es baja, por lo general menor al 10 %. Se trataría entonces de recursos hídricos no renovables. Los impactos ambientales y sociales de una utilización irresponsable de estos recursos podrían ser irreversibles.

#### Aguas subterráneas
Por lo que se refiere a la cuenca de Uyuni, cuya extensión es de 60 000 km² aproximadamente, las pérdidas y los aportes externos a la cuenca hidrográfica son limitados tanto en la circulación este-oeste como por el hecho de que actualmente, respecto a la circulación norte-sur, la diferencia piezométrica entre Popoo, Coipasa y Uyuni es de varias docenas de metros, entonces un enlace directo parece improbable.
Desde el punto de vista de las precipitaciones se puede suponer que todo lo que precipita en la cuenca de Uyuni converja en el salar de Uyuni.
No se debe olvidar que la evapotranspiración en la superficie libre es más de diez veces la precipitación, entonces cualquier agua que después de un camino subterráneo vuelva a la superficie, está sujeta a este fenómeno (evapotranspiración secundaria). De esto se deriva la reducción en el tiempo de las superficies del agua en los lagos, lagunas y en el salar pueden ser indicativos del estado de equilibrio del sistema hidrogeológico.
Por lo que se refiere al área oeste-suroeste, donde la zona de Cordillera está constituida mayormente por rocas volcánicas (lavas y tobas), no siempre hay correspondencia entre cuenca hidrográfica e hidrogeológica (p. ej. Fuentes Silala y Alota). En las otras áreas de estudio, donde el terreno está constituido por rocas paleozoicas, mesozoicas o terrígenas terciarias, existe una buena correspondencia entre cuenca hidrográfica y cuenca hidrogeológica.
En relación con los cuantitativos hídricos se puede calcular: si la precipitación promedias es de alrededor de 200 mm/año y si de estas, considerando la situación hidrogeológica de la zona, se infiltra el 10 % y de esta cantidad se puede hacer disponible el 5 %, se obtienen cuantitativos per cápita muy altos.
Considerando que, si bien los cálculos fueran exagerados por lo que se refiere a las precipitaciones, la infiltración, el retiro de agua infiltrada y la evapotranspiración secundaria, y considerando que la densidad de población es muy baja, en todo caso resultarían cuantitativos de agua renovables superiores a las necesidades de la población entera, de la agricultura y de la ganadería.
Por otro lado, si es cierto que en algunas situaciones locales ha ocurrido una sobreexplotación del estrato, es cierto también que este problema pierde su relevancia dentro de una óptica general. Desde el punto de vista de las aguas, es difícil hacer una previsión sobre el tipo de agua que se encuentre durante perforaciones eventuales porque, como se ha mencionado, los acuíferos principales están conectados a depósitos terciarios o cuaternarios caracterizados por depósitos lacustres fluviales muy discontinuos en el área, con presencia ocasional de niveles evaporíticos y desplazados a varias alturas por efecto de la tectónica diferencial (origen de los ríos salados).
Los acuíferos con características mejores parecen conectados a circulaciones hídricas en formaciones de lava, mientras las formaciones volcánicas piroclásticas parecen actuar como barreras impermeables.
Por otro lado existe un problema de calidad de las aguas, porque la mayoría de éstas, en su camino subterráneo se cargan de sal y a veces resurgen en superficie originando ríos de agua salada (no se debe olvidar que el intercambio hídrico entre los ríos y el flujo del sub-álveo es continuo), fuentes saladas y resurgimientos salados. Lamentablemente, es difícil prever en detalle la ubicación de los niveles evaporíticos antiguos tanto en términos de áreas como de profundidad, aunque en general, como sale de los datos de perforación y de los relativos a las aguas superficiales, procediendo en profundidad y en dirección del Salar de Uyuni la calidad del agua empeora porque el problema de estos depósitos evaporíticos están presente desde el Mioceno hasta la época actual y el espesor de esta secuencia puede alcanzar unos varios cientos de metros.
Desde el punto de vista de la calidad del agua, un problema adicional se asocia con la presencia de Boro en aguas relacionadas con rocas volcánicas efusivas. Este problema afecta en modo más o menos sensibles todas las aguas de la zona. En este sentido, se adjunta un esquema de los análisis realizados que muestra cómo el Boro y Arsénico, que a veces puede ser un ulterior problema respecto a que ya tratado por la salinidad. Por otra parte, dados los distintos tenor de Boro presente, detectados en pozos y fuentes en ocasiones en cantidades muy diferente y sustancial, algunas decisiones estratégicas se verán afectados no solo por la cantidad de la salinidad o del agua disponible, sino que también del costo de la reducción de estos elementos, Arsénico y Boro.

### Calidad del agua
Existen dos tipos de fuentes de agua en la región que tienen orígenes hidrogeológicos diferentes y por ende características cualitativas completamente diferentes: las aguas subterráneas y las vertientes o fuentes de agua dulce. Las aguas subterráneas en la subcuenca del río Grande de Lípez son salinas. Consecuentemente, el agua que fluye por el río Grande de Lípez, parcialmente alimentada por aguas subterráneas, es también salada y de mala calidad a partir de su encuentro con el río Salado, motivo por el cual no es usada como agua de riego y menos aún como fuente de agua para consumo humano por los habitantes de las comunidades de la región por donde discurre este río. Por otro lado, en la región existen vertientes de agua dulce que son generadas por el flujo sub-superficial del agua de lluvia y que emergen principalmente en las zonas altas de las microcuencas. Estas vertientes son usadas como fuentes de agua potable por casi todas las comunidades de la región. A pesar del vulcanismo de la zona, la mayoría de los manantiales de la región tienen aguas de buena calidad físico-química, excepto por la presencia casi constante de boro en concentraciones superiores a las permitidas por la Norma Boliviana para el consumo humano. De ahí se puede inferir que los acuíferos subterráneos que dan origen a esos manantiales también tienen aguas de buena calidad. Solamente los acuíferos situados junto a salares y lagunas saladas tienen aguas con alto contenido de sales. Se hace mención especial a las aguas del manantial de Silala, que se encuentra a la frontera con Chile. Se trata de aguas dulces, con caudal promedio de 200 l/s.

## Flora y fauna
El Salar de Uyuni y los ecosistemas que lo rodean forman parte de la Reserva Nacional de Fauna Andina Eduardo Avaroa, donde se han registrado más de 105 especies, concentradas principalmente en lagunas y bofedales. De estas especies, 82 son aves. De hecho, el área alberga regularmente alrededor de 20,000 aves acuáticas. La vegetación del salar está dominada por cactus gigantes y pequeños arbustos.

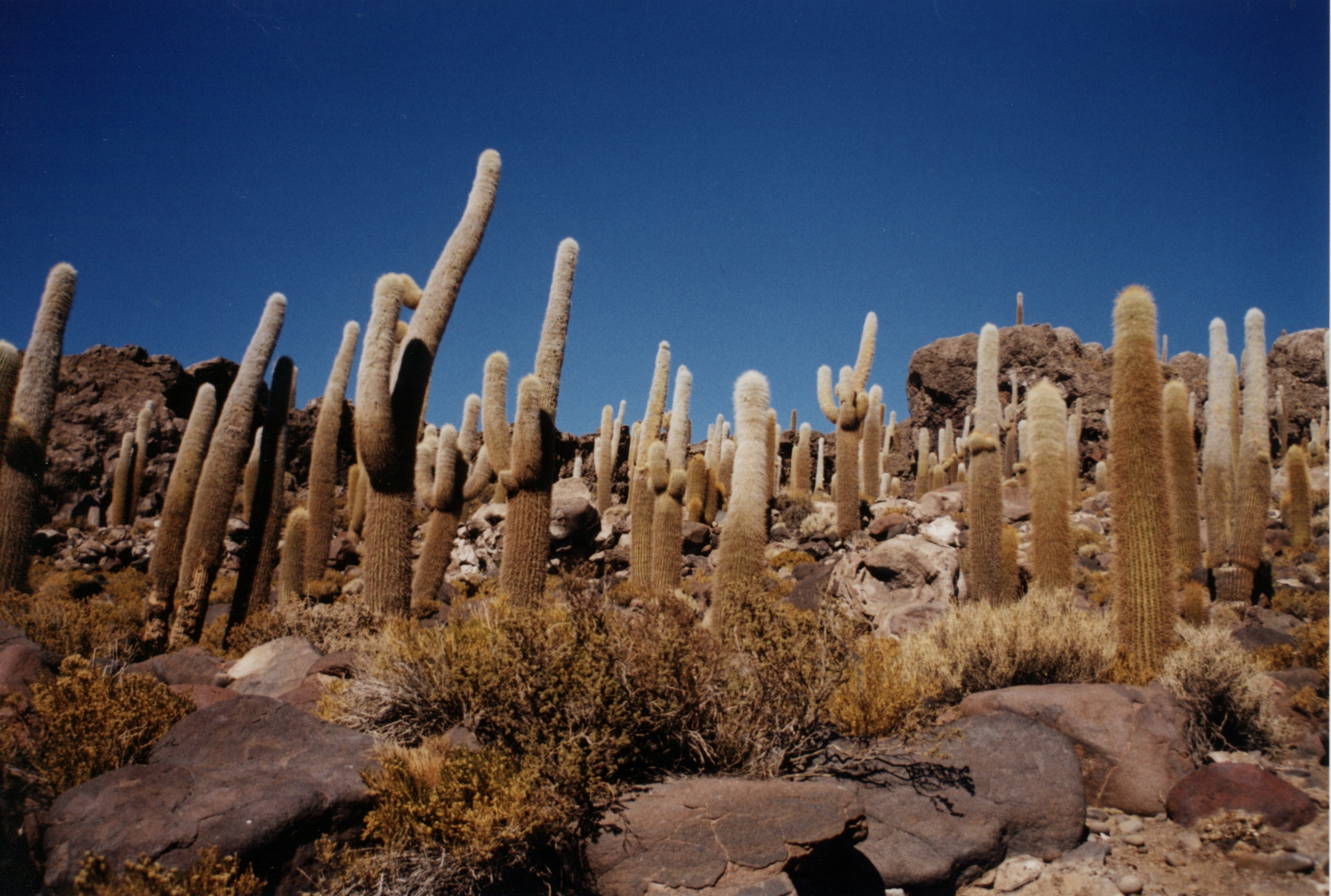
Echinopsis atacamensis
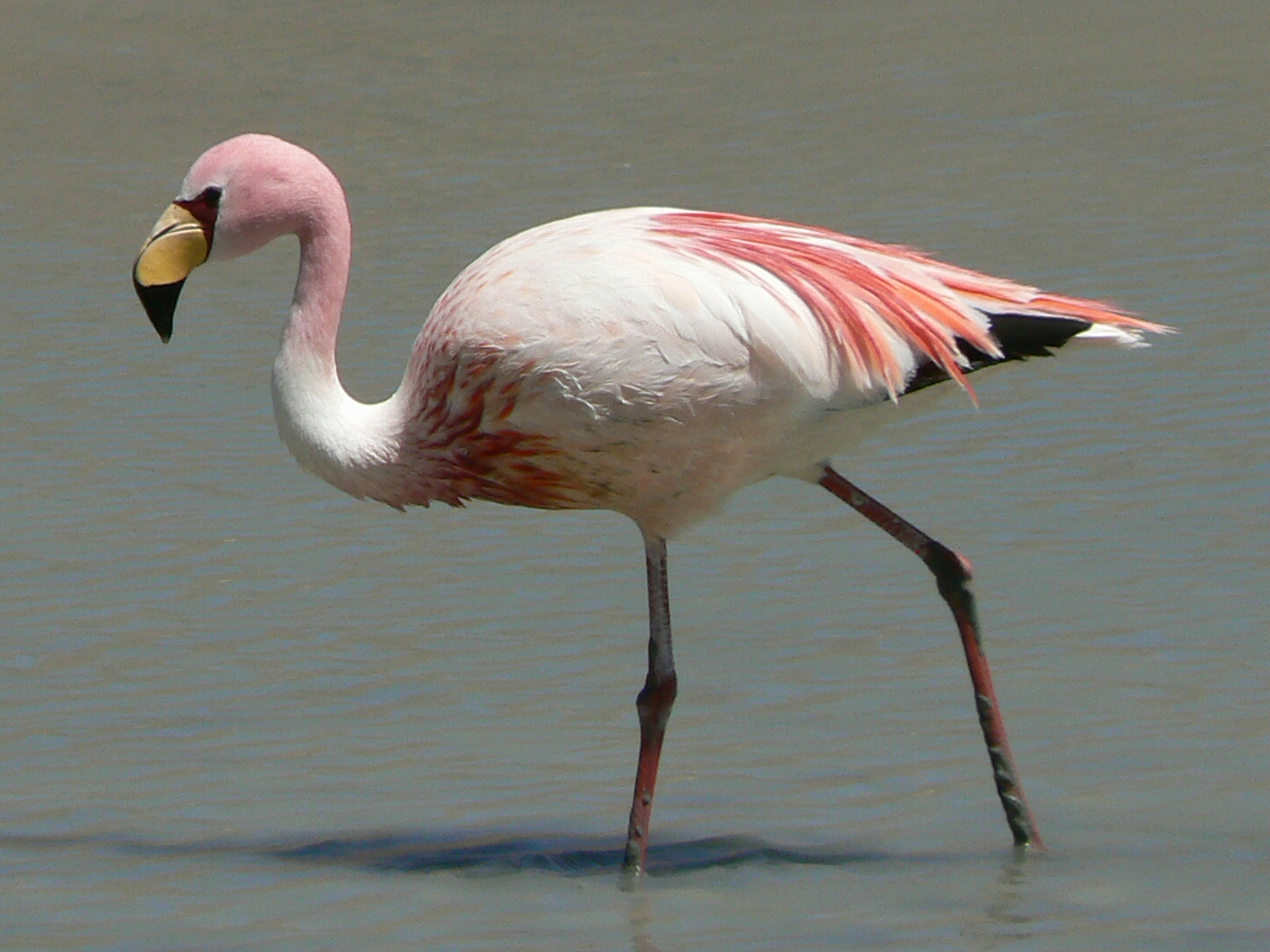
Phoenicoparrus jamesi
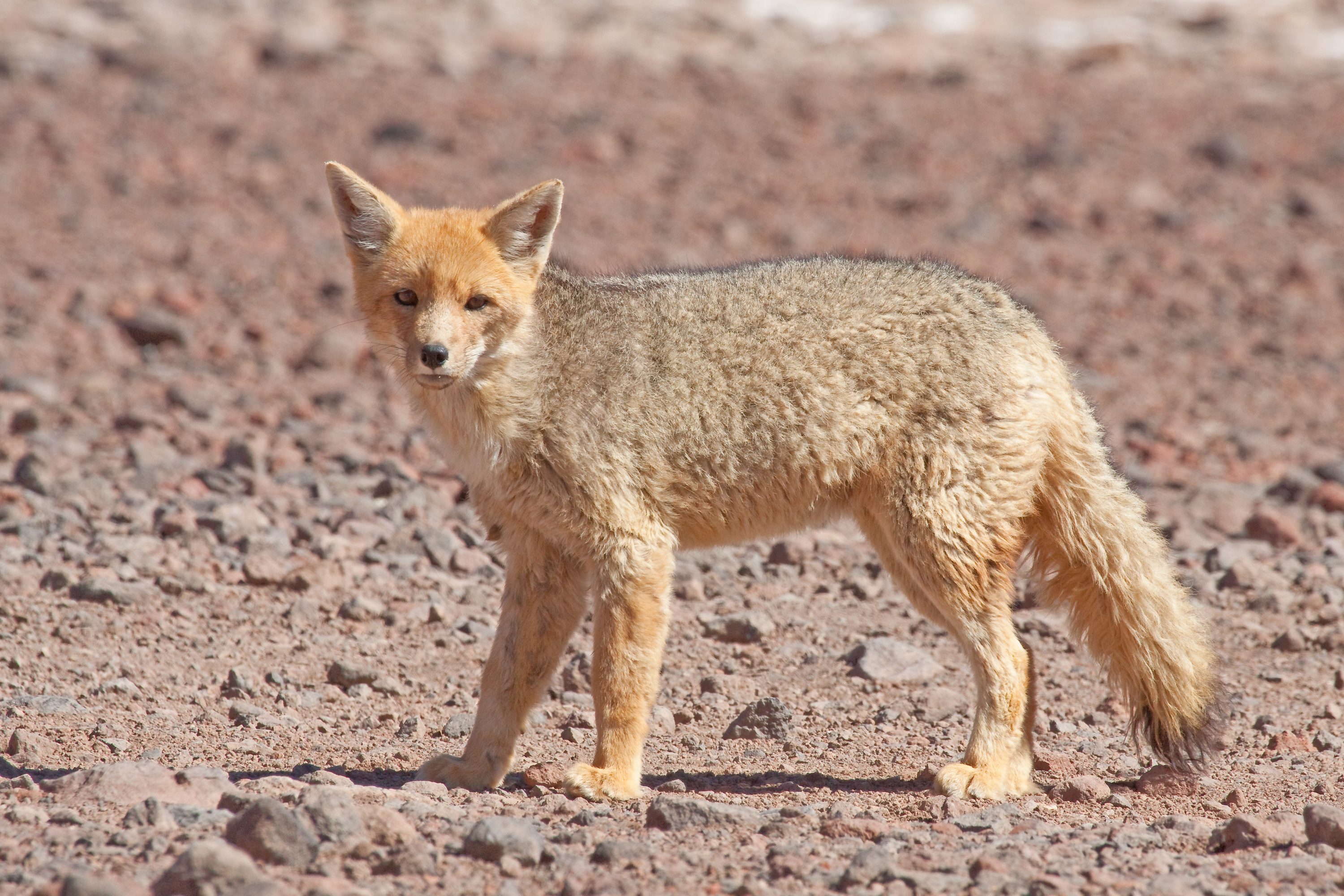
Lycalopex culpaeus
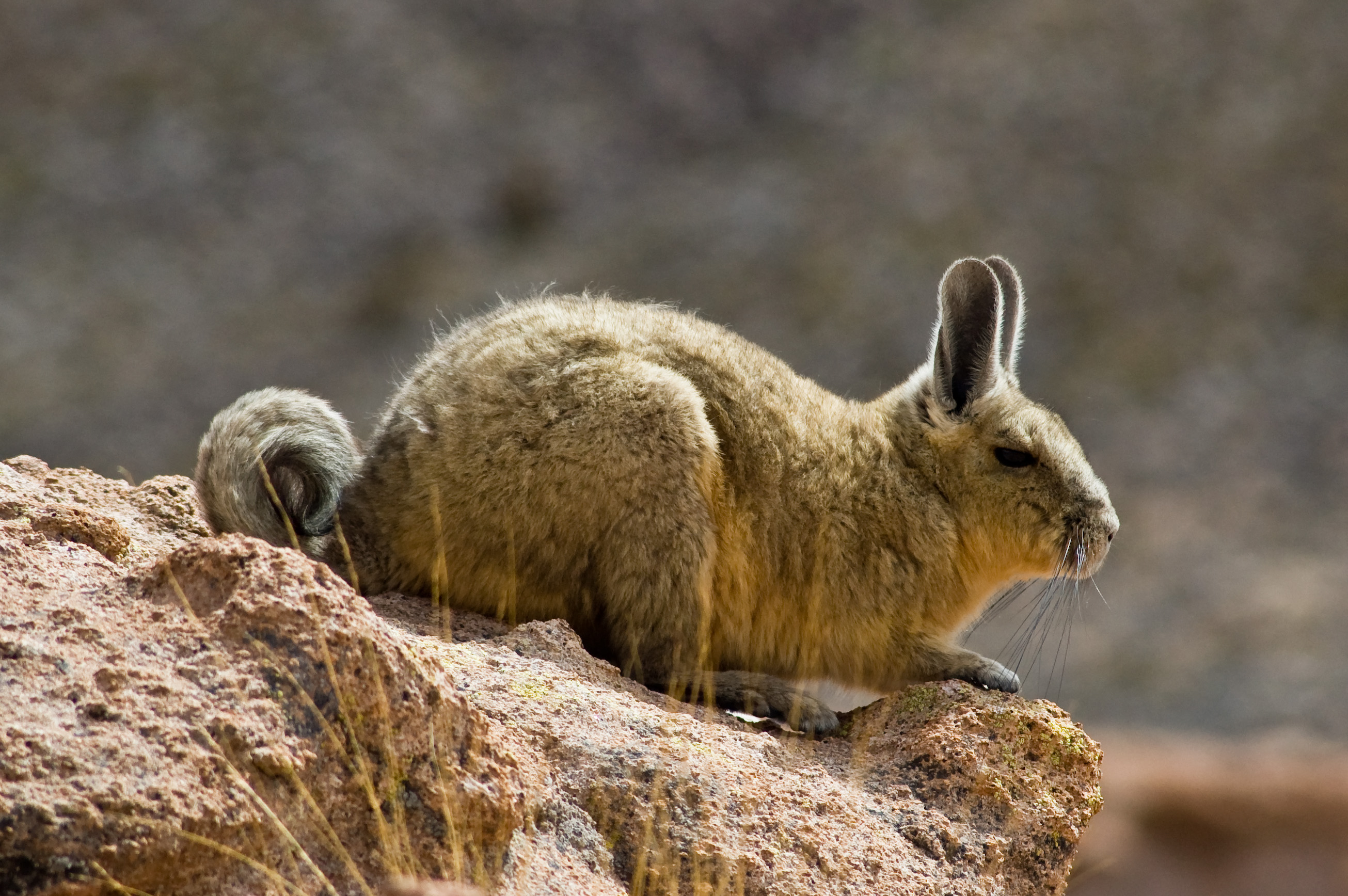
Lagostomus maximus
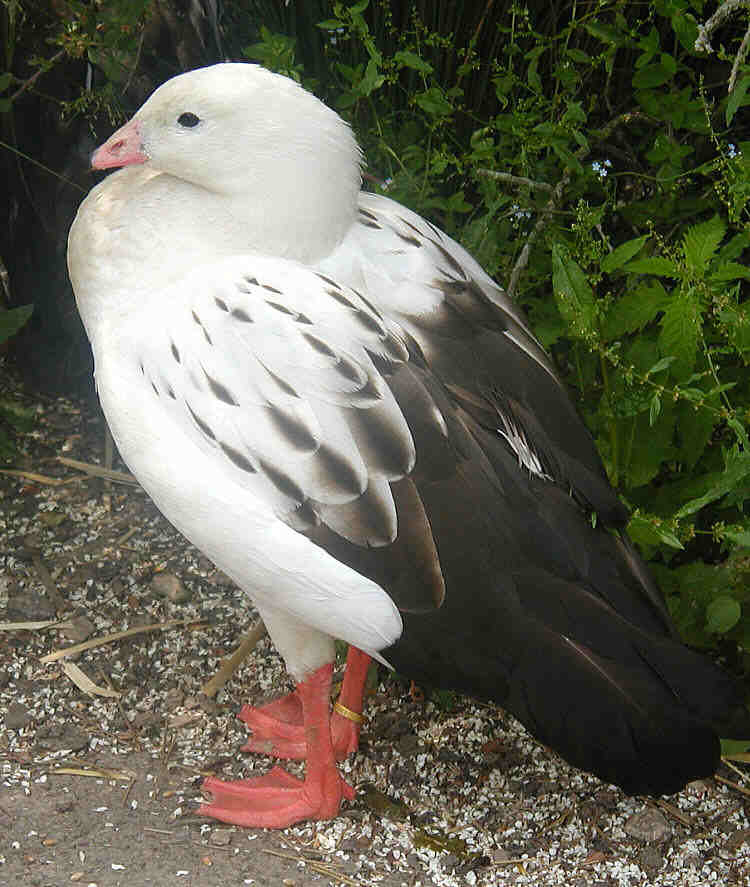
Chloephaga melanoptera
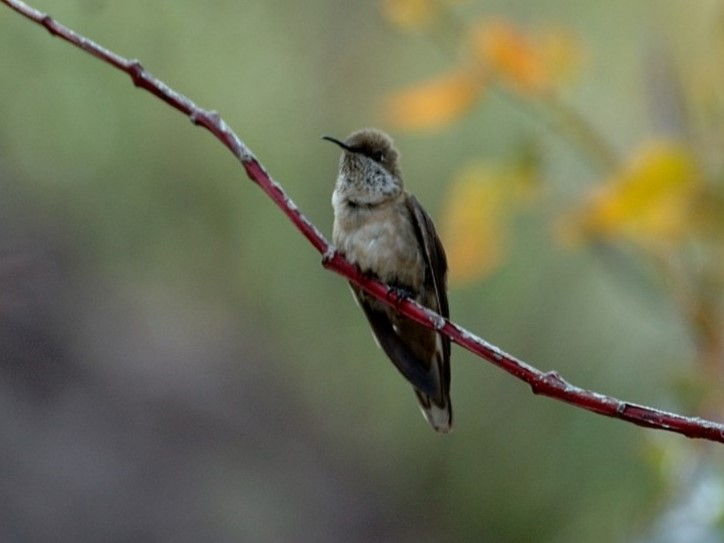
Oreotrochilus estella
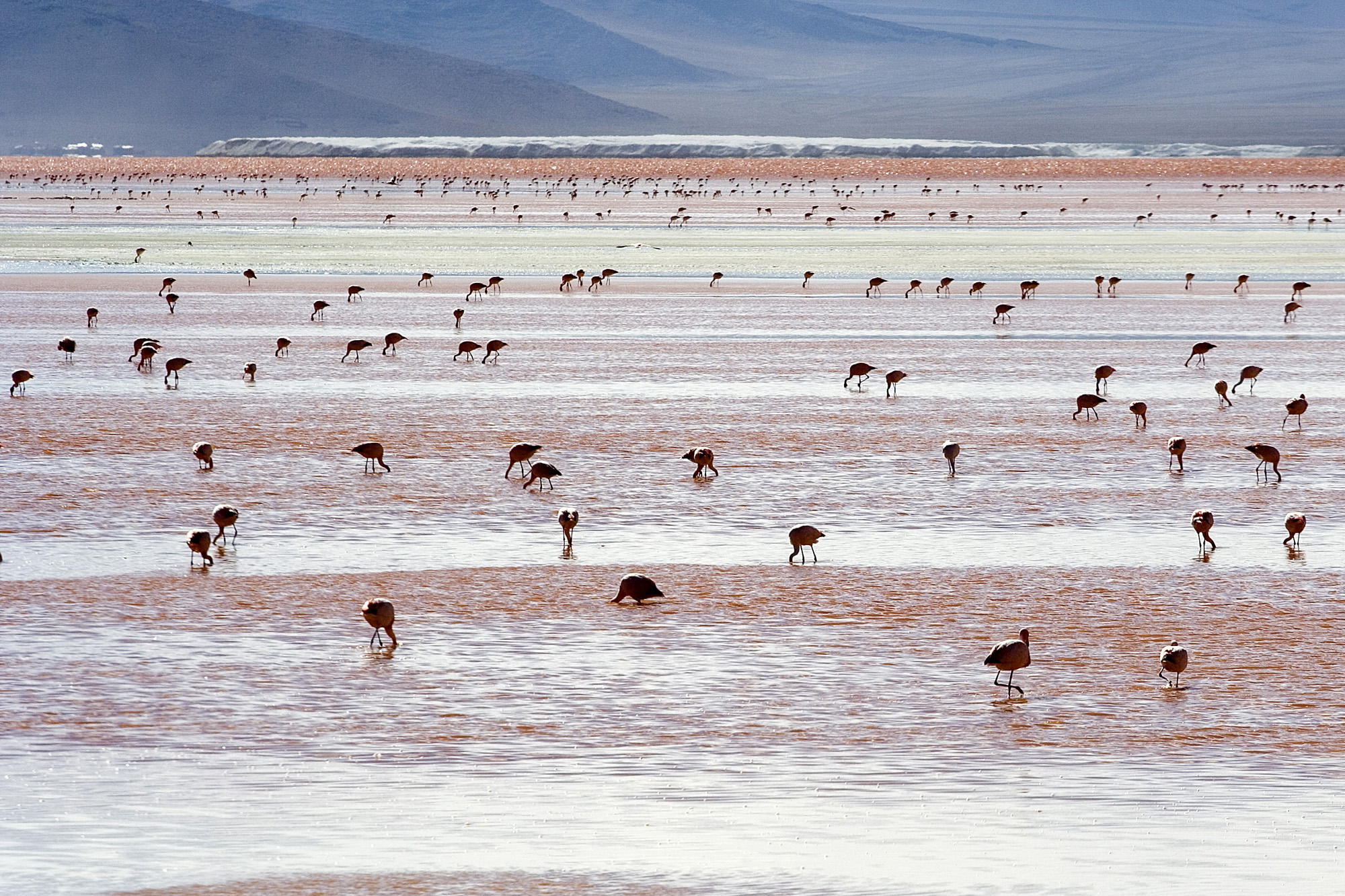
Phoenicoparrus andinus

## Triángulo del litio

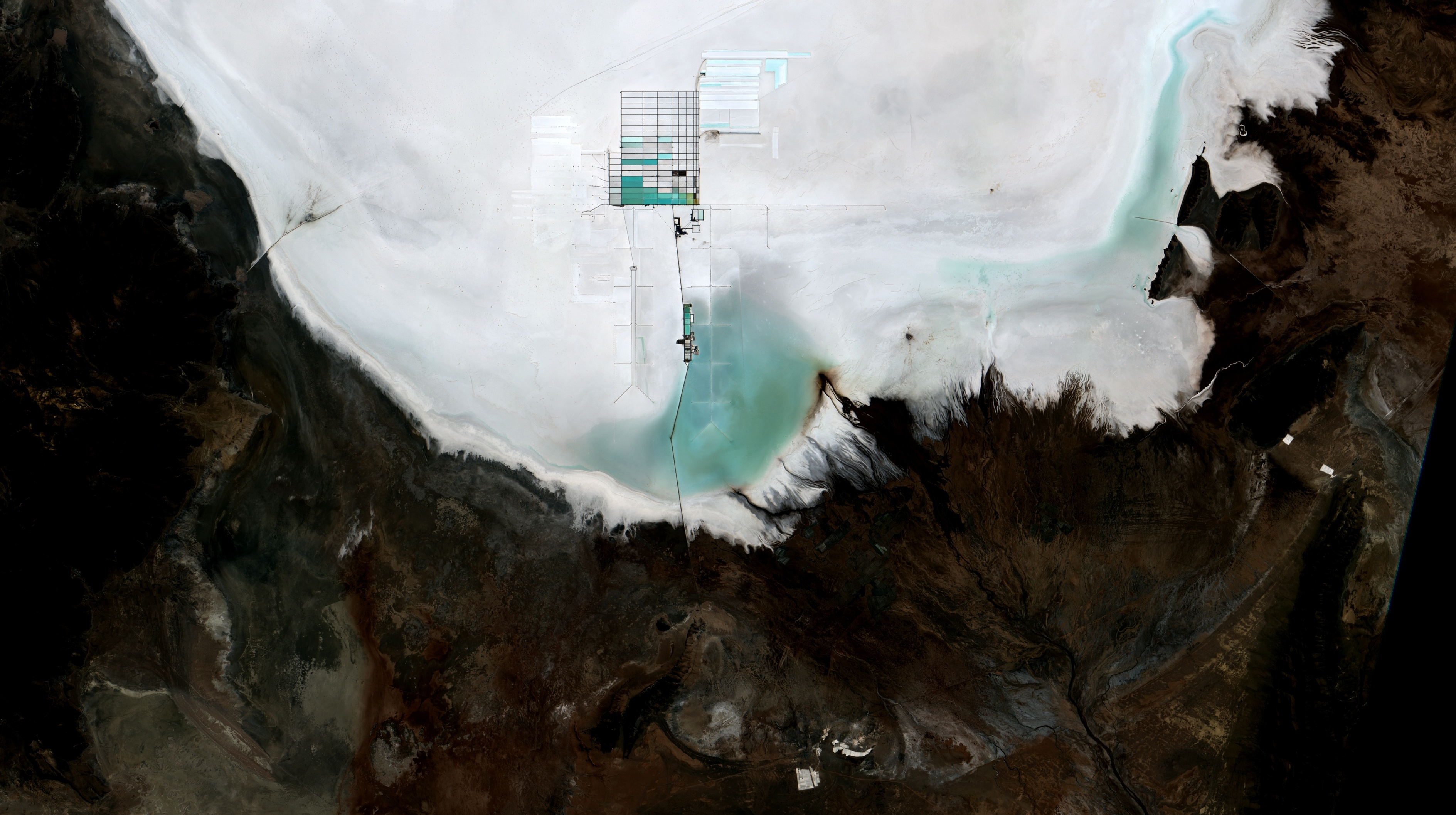
Imagen satelital de una mina de litio en el salar. Las áreas cubiertas de salmuera rica en litio se muestran en verde y azul claro.

El «triángulo del litio» hace referencia a una zona geográfica ubicada en América del Sur, en el límite de Bolivia, Chile y Argentina.
Componen el triángulo el salar de Uyuni (Bolivia), el salar de Atacama (Chile) y el salar del Hombre Muerto (Argentina), denominado así debido a que entre los tres salares ubicados en la puna junto a otros cercanos y estos concentran más del 85 % de las reservas de litio conocidas del planeta.
Si bien no existen en la zona industrias que trabajan propiamente con el material ni se le realiza ningún valor agregado al mineral, el trabajo que se realiza en la zona se limita únicamente la extracción de la materia prima por empresas mineras extranjeras que exportan el material a países como Países Bajos, Rusia, EE. UU., China, Reino Unido, Alemania entre otros o por empresas automotrices como Toyota, Mitsubishi y baterías Magna.
Según expertos, la zona del triángulo contiene recursos de litio equivalentes al petróleo existentes en Arabia saudita y es considerado como un “recurso estratégico” por su proyección a futuro debido a que el litio es un insumo imprescindible para la alimentación de energía en celulares, computadoras, autos modernos (híbridos y eléctricos) y a una amplia gama de tecnologías como vidrios, cerámicas, grasas lubricantes, en la industria farmacéutica, entre otros, por lo que en los últimos años la zona es fuertemente apreciada tanto por países extranjeros como locales y por mineras y empresas privadas y multinacionales, siendo hoy estudiada por los países locales a fin de conocer su verdadero potencial industrial.

## Galería

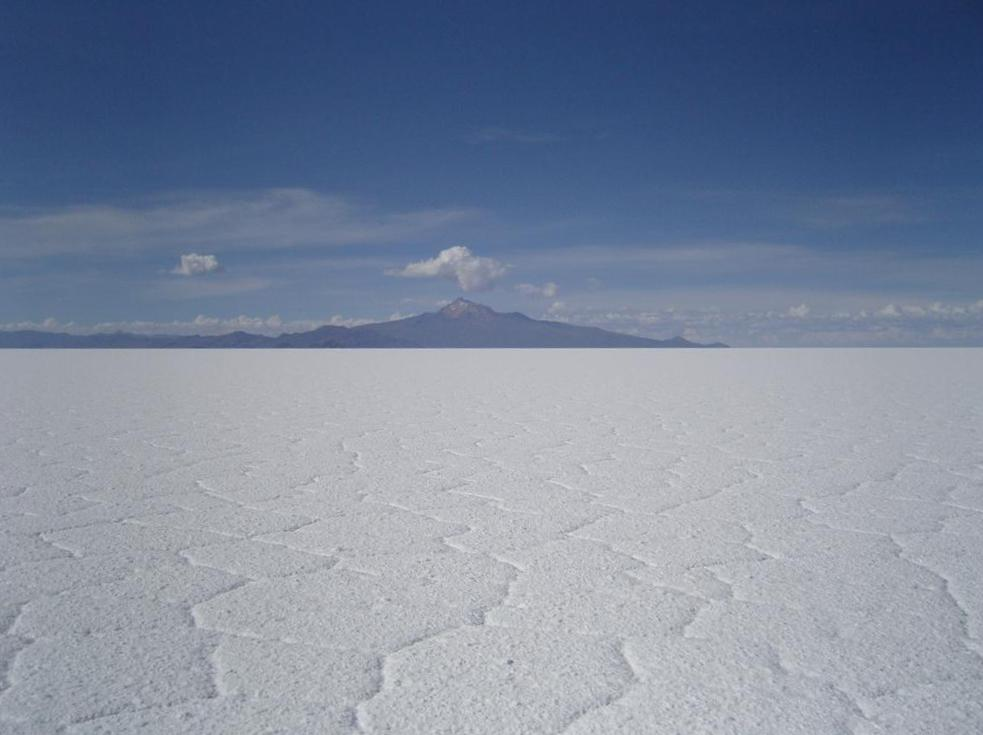
Volcán Tunupa y polígonos de sal
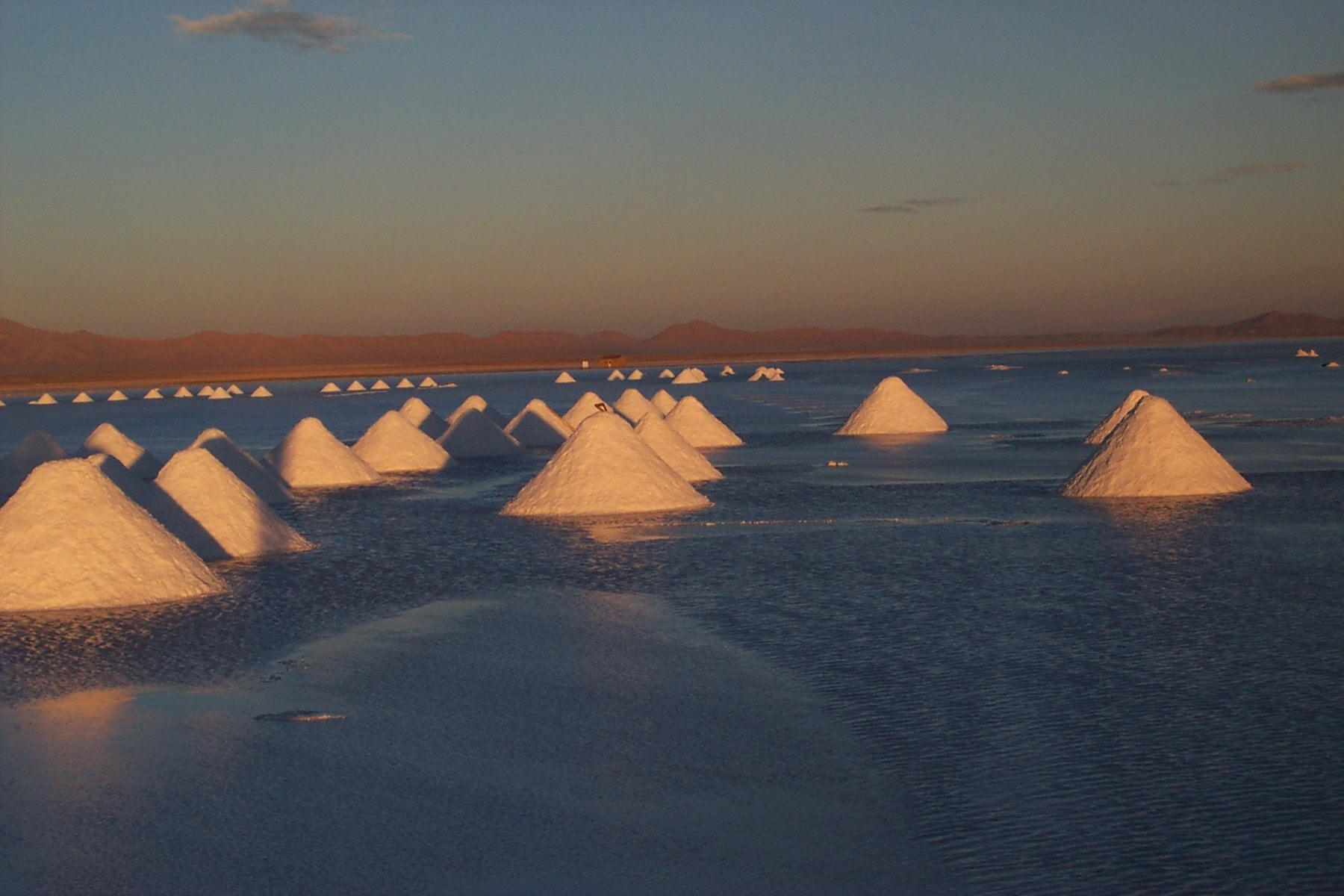
Pilares de sal
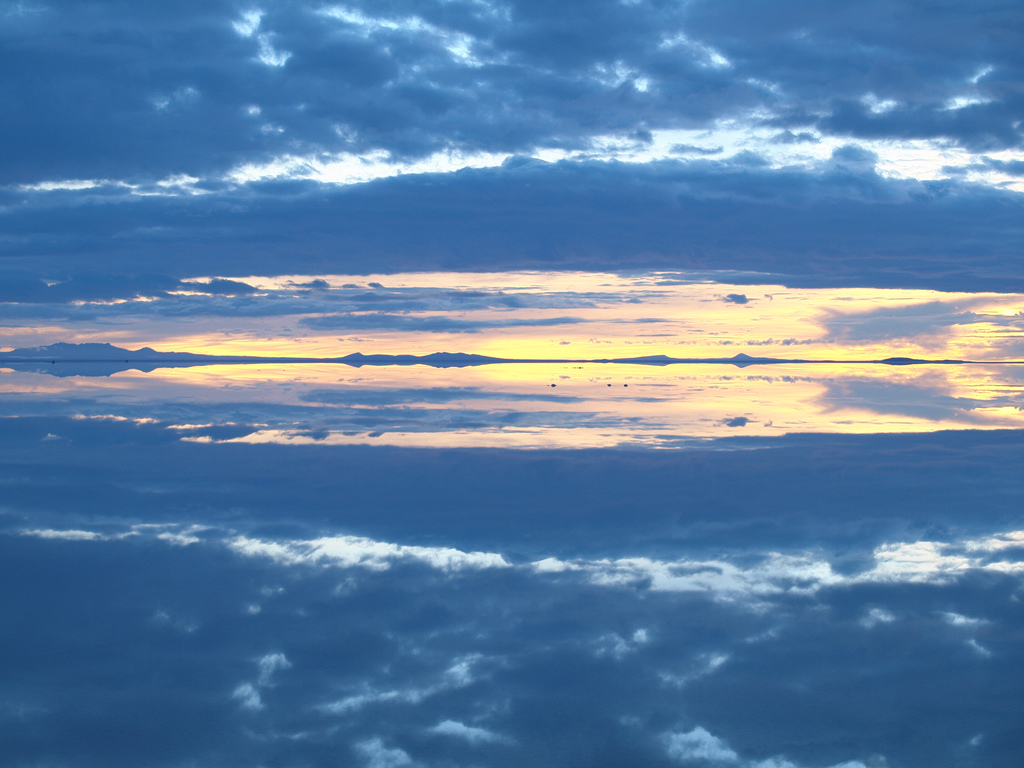
El reflejo de las nubes sobre el salar
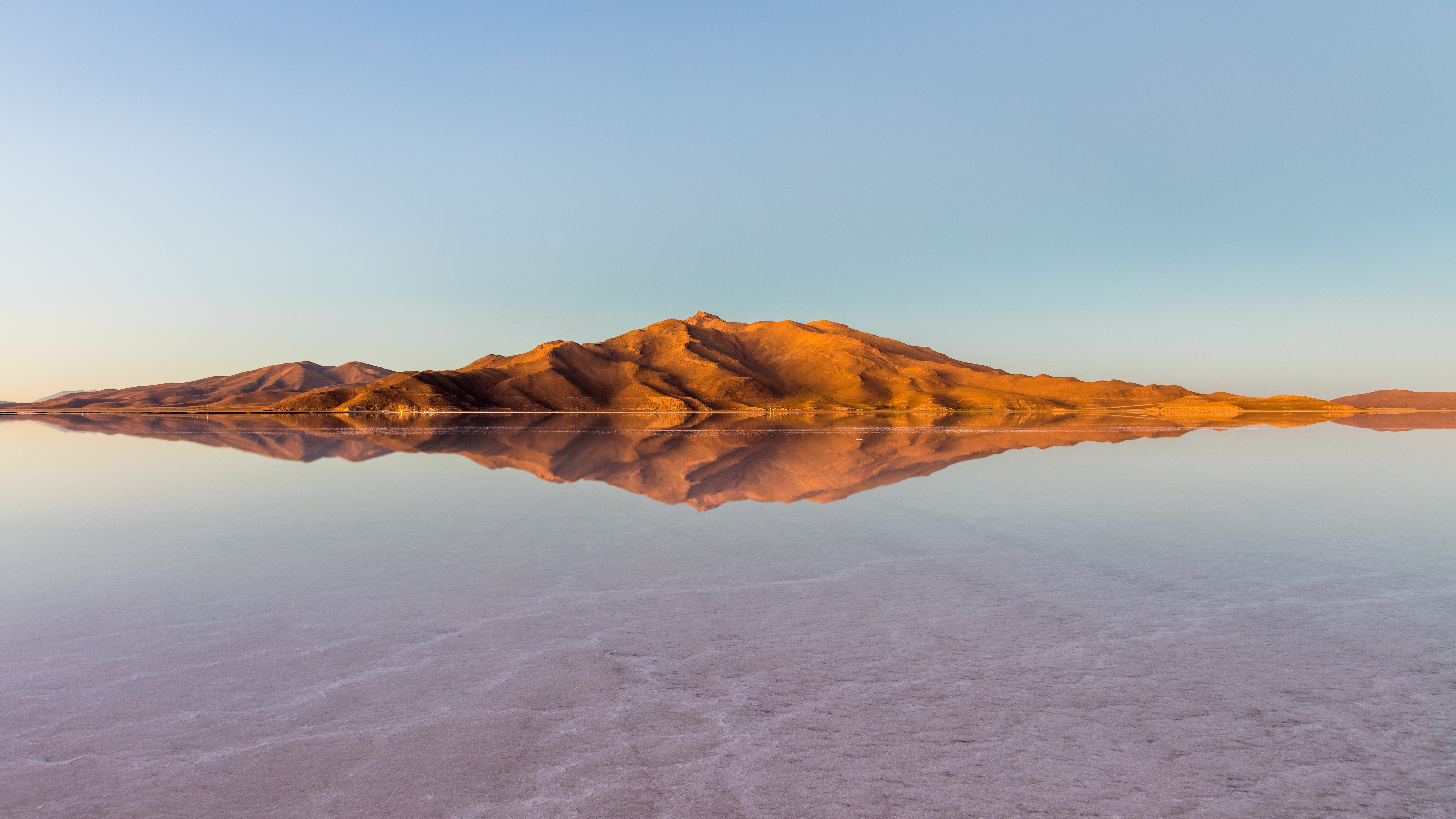
Reflejo de la montañas
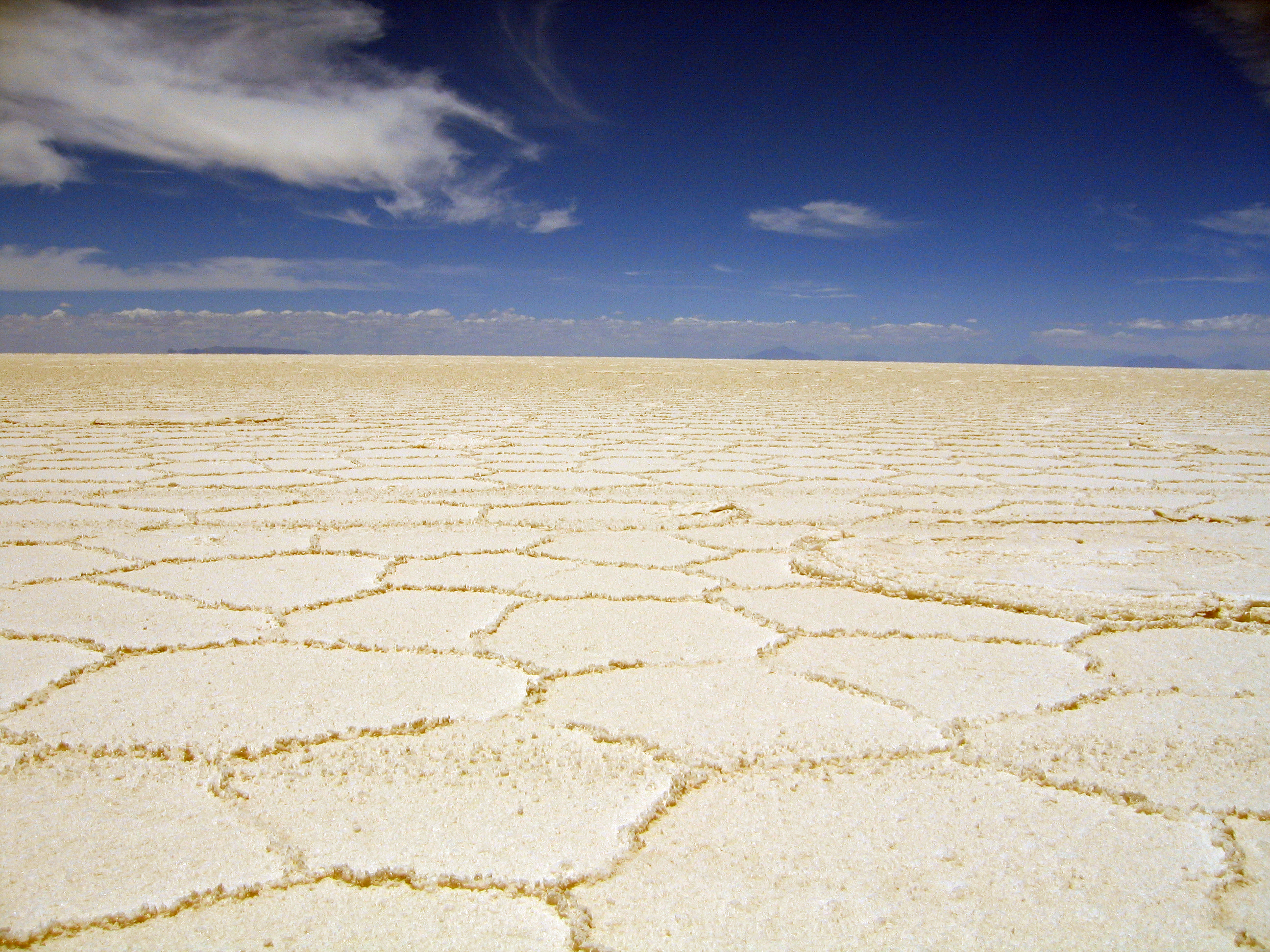
Polígonos de sal
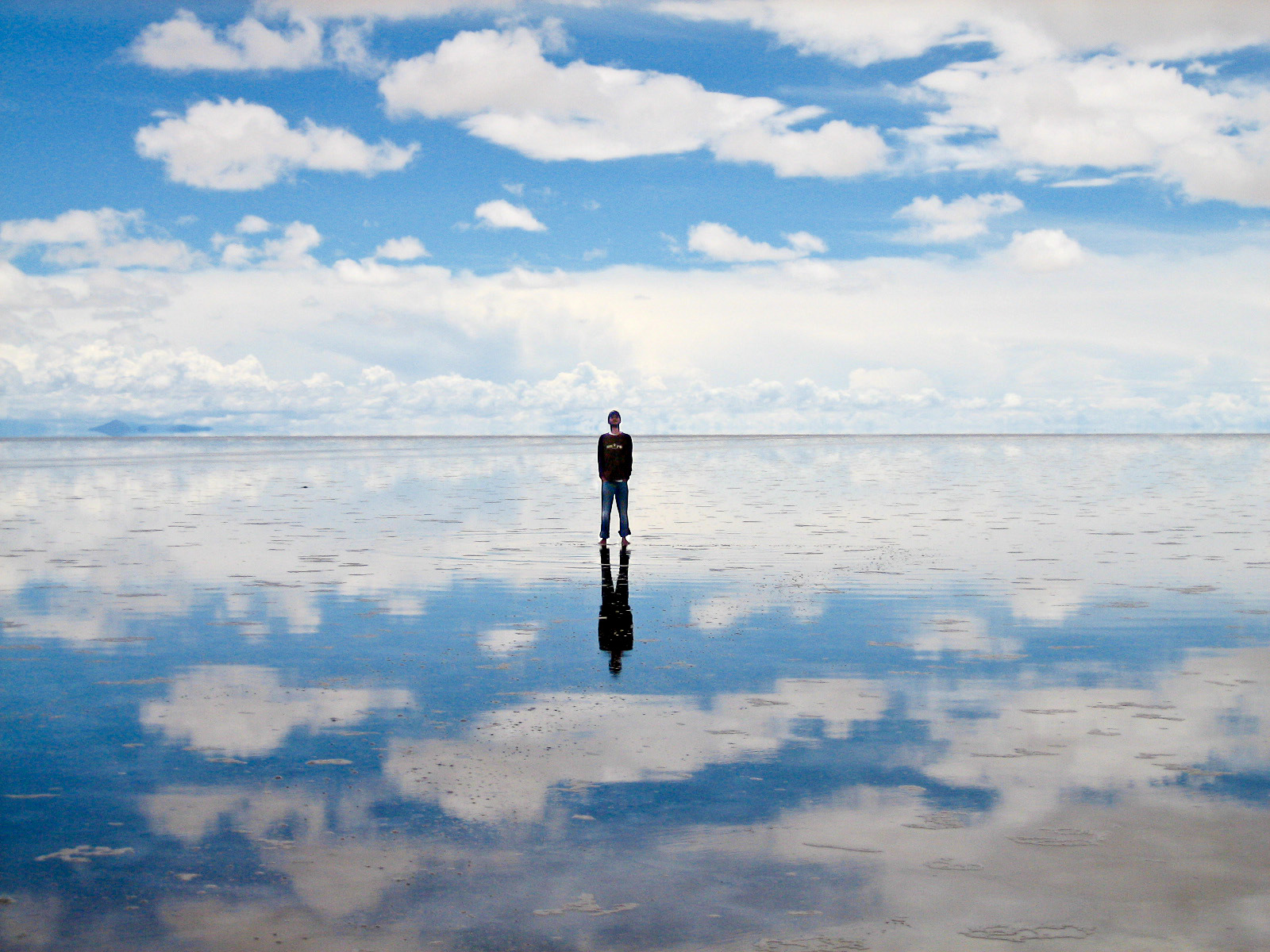
Reflejos
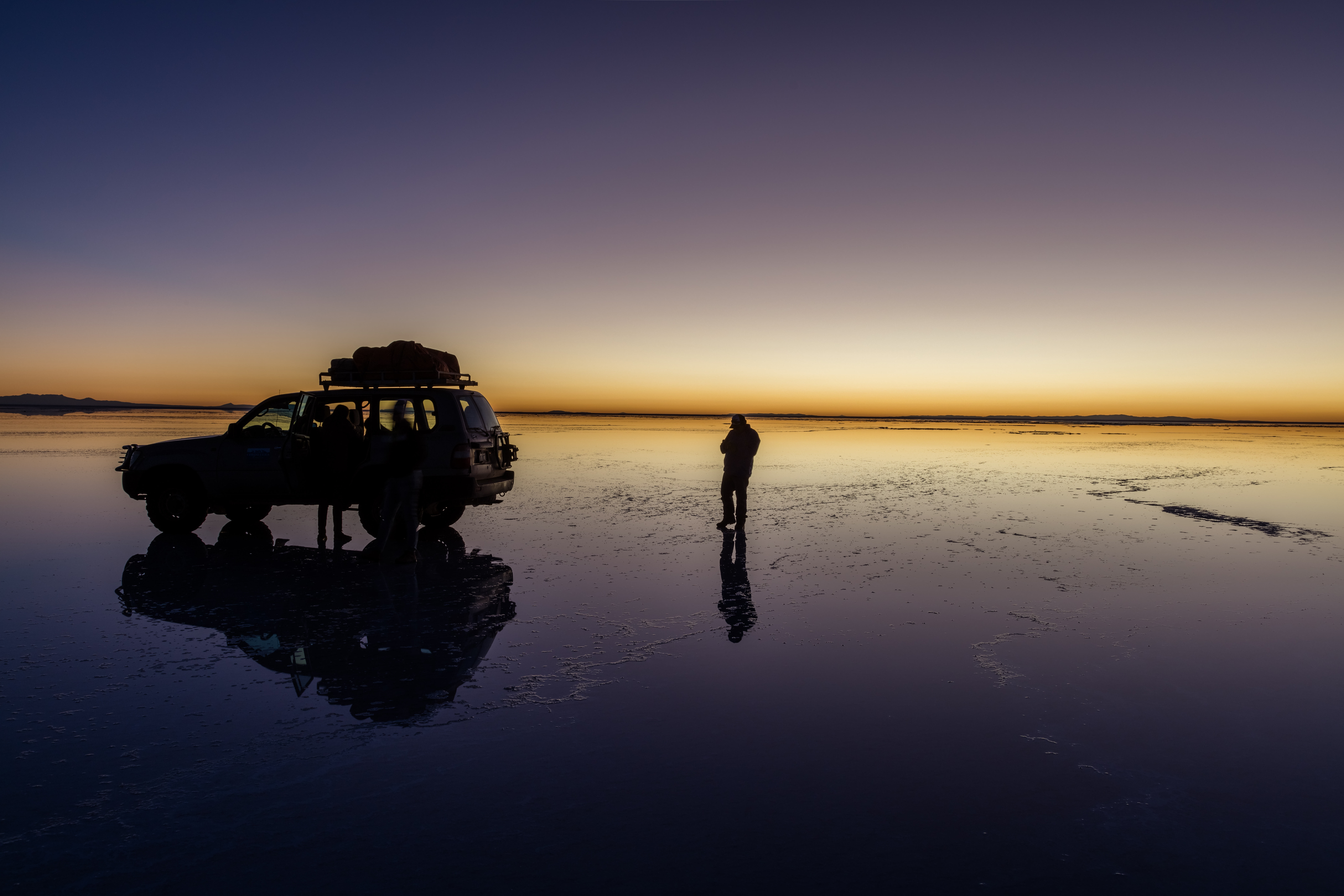
Reflejos durante el amanecer
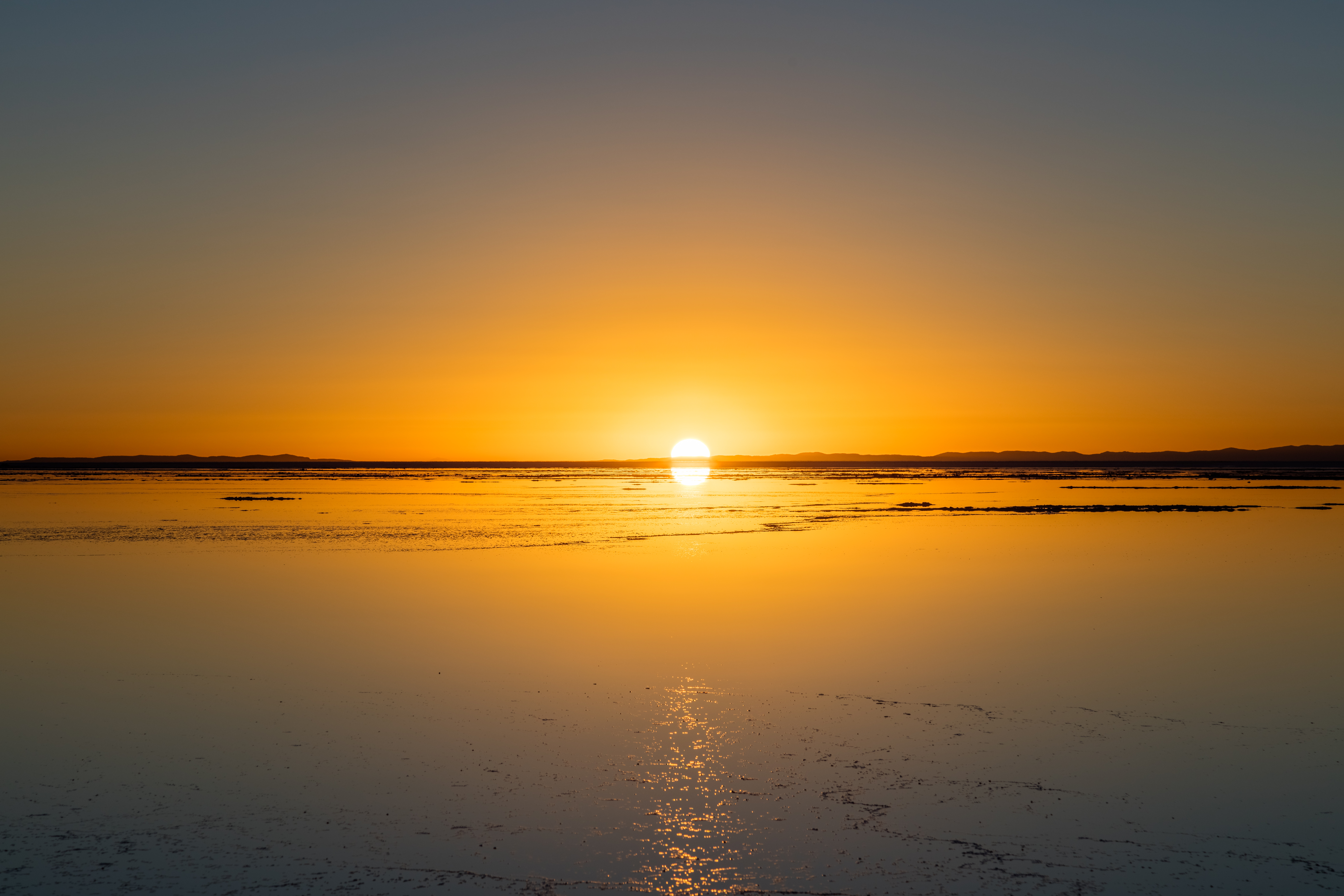
Amanecer en el salar
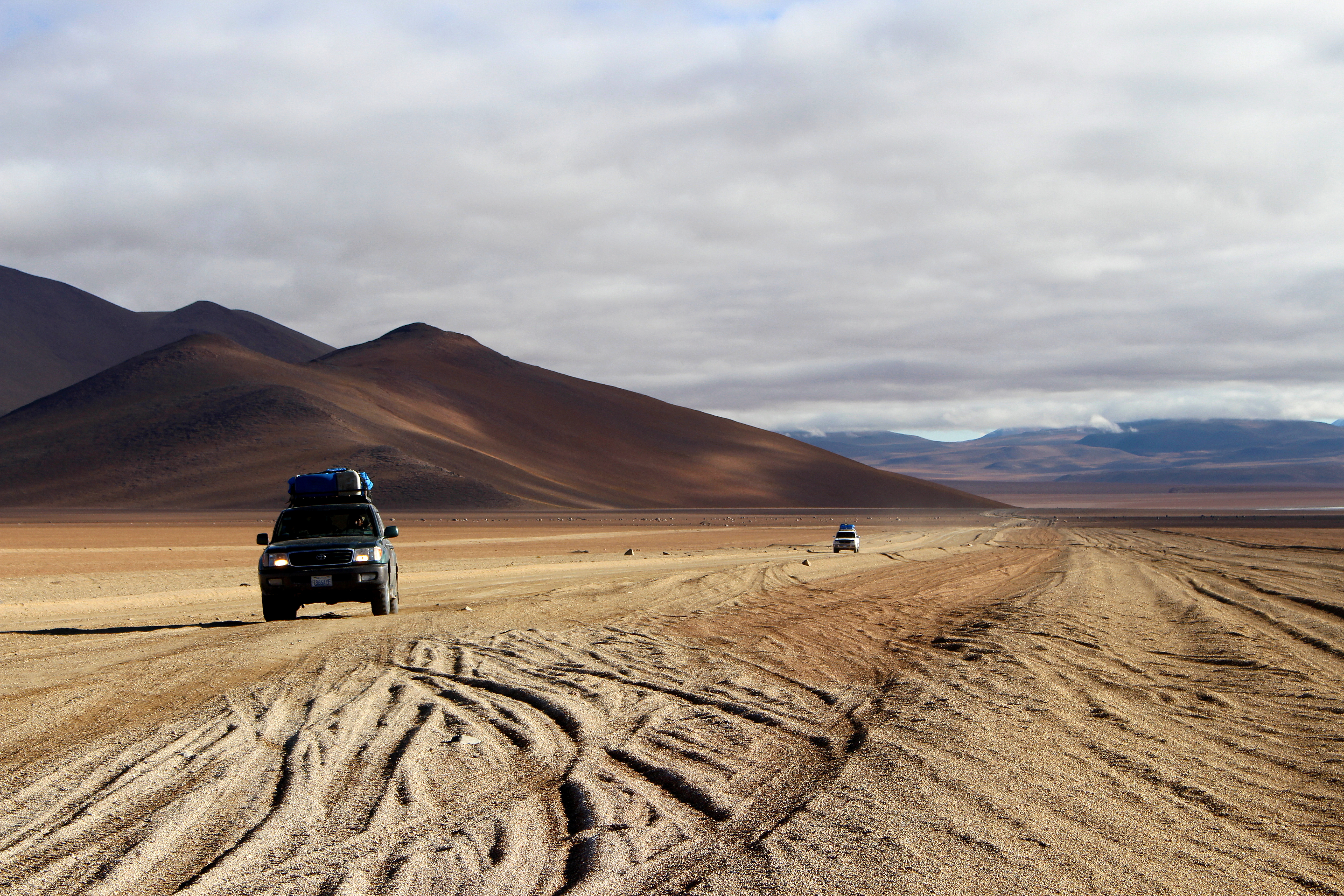
Montañas y jeeps cerca del salar de Uyuni 2017
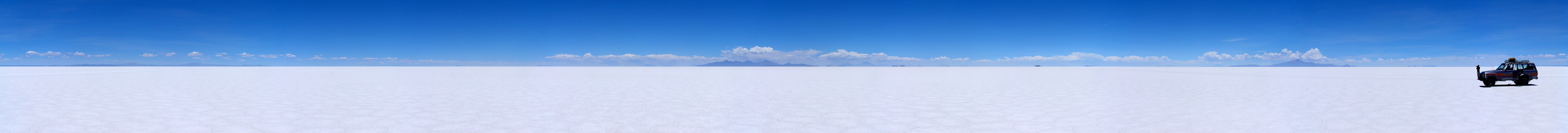
Visión panorámica del salar de Uyuni